# Czausy
Czausy (biał. Чавусы, Czawusy; ros. Чаусы, Czausy) – miasto na Białorusi, w obwodzie mohylewskim, centrum administracyjne rejonu czauskiego, ok. 45 km od Mohylewa. W 2010 liczyło 10,6 tys. mieszkańców.
Siedziba prawosławnego dekanatu czauskiego (w eparchii mohylewskiej i mścisławskiej) i wchodzącej w jego skład parafii pw. Wniebowstąpienia Pańskiego, a także parafii rzymskokatolickiej pw. Najświętszej Maryi Panny Matki Kościoła.

## Historia
Wzmiankowane w XVI wieku, prawa miejskie i herb nadał Władysław IV Waza w 1634 roku. Miasto królewskie położone było w końcu XVIII wieku w ekonomii mohylewskiej w powiecie orszańskim województwa witebskiego. Następnie centrum administracyjne powiatu czausowskiego guberni mohylewskiej. Podczas powstania styczniowego doszło tu do starcia z wojskami rosyjskimi.
Podczas okupacji hitlerowskiej, w sierpniu 1941 roku Niemcy utworzyli getto dla żydowskich mieszkańców. Przebywało w nim około 1000 osób. W październiku 1941 roku Niemcy zlikwidowali getto, a Żydów zamordowano w okolicy wsi Dranucha. Sprawcami zbrodni było Sonderkommando 7b, SD oraz białoruska policja. 

## Galeria

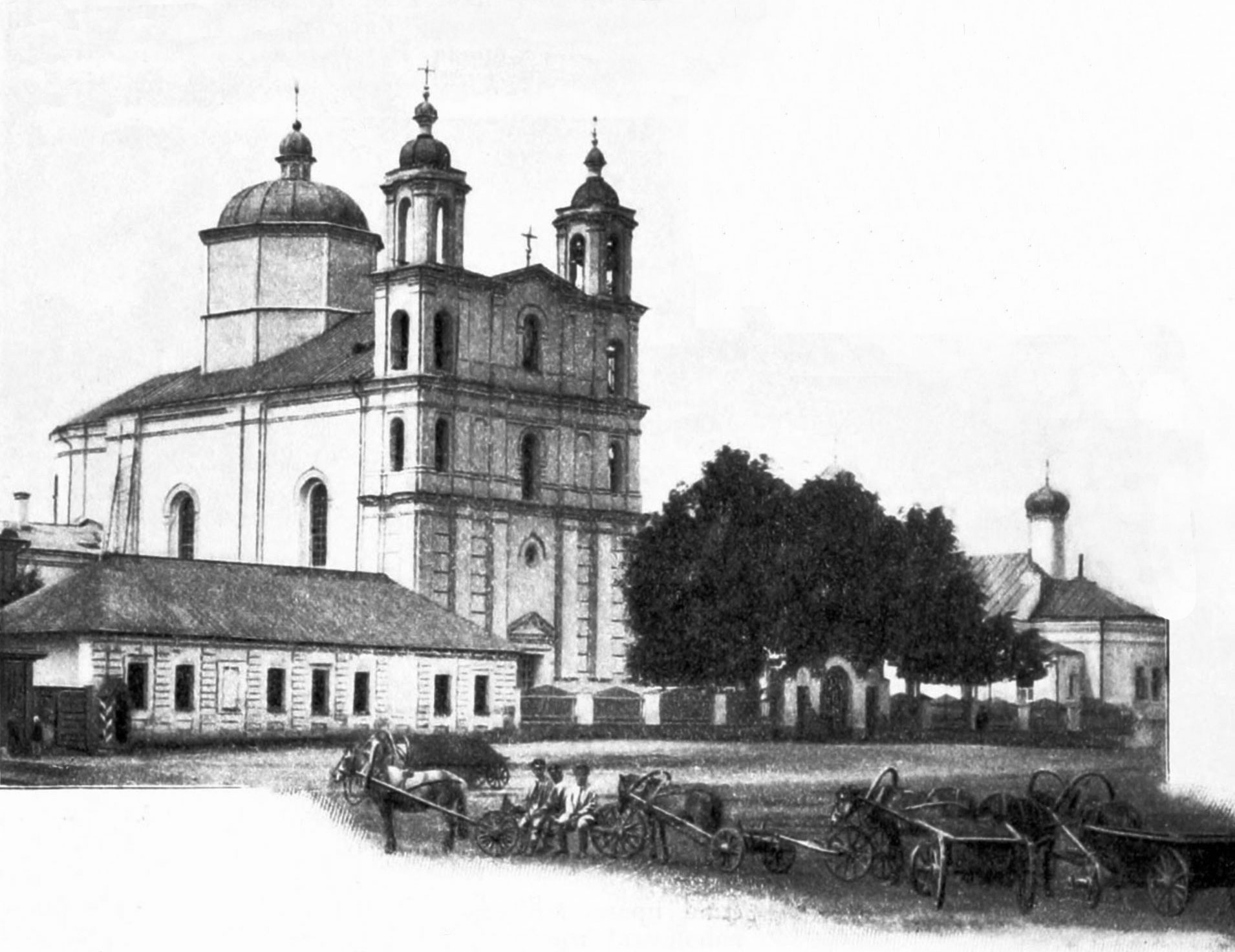
Rynek i kościół pokarmelitański na pocz. XX w.
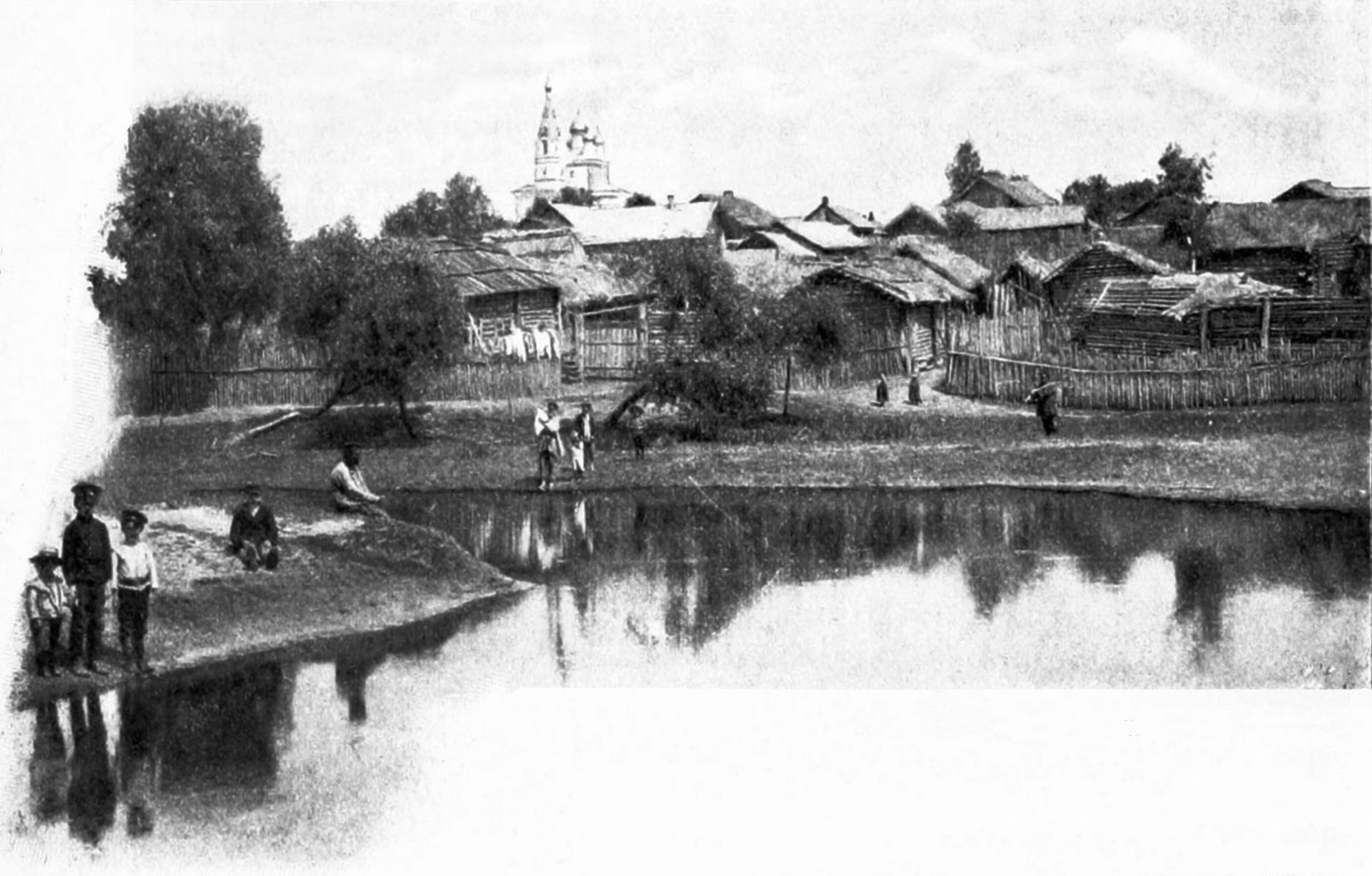
Czausy na pocz. XX w.
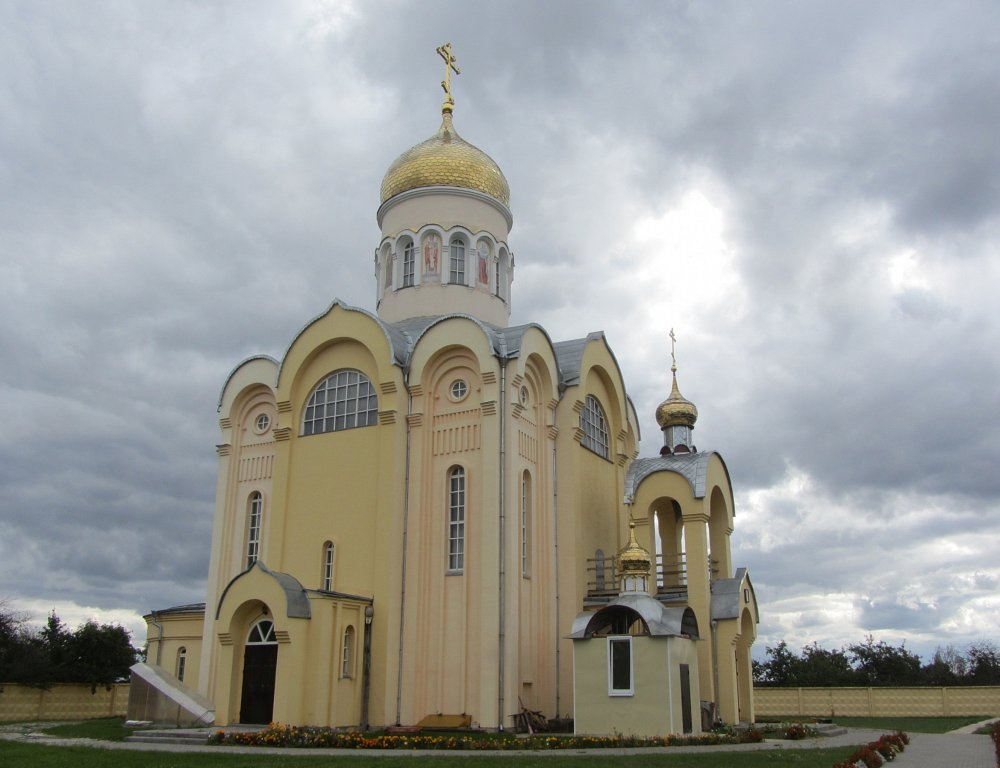
Cerkiew Wniebowstąpienia Pańskiego
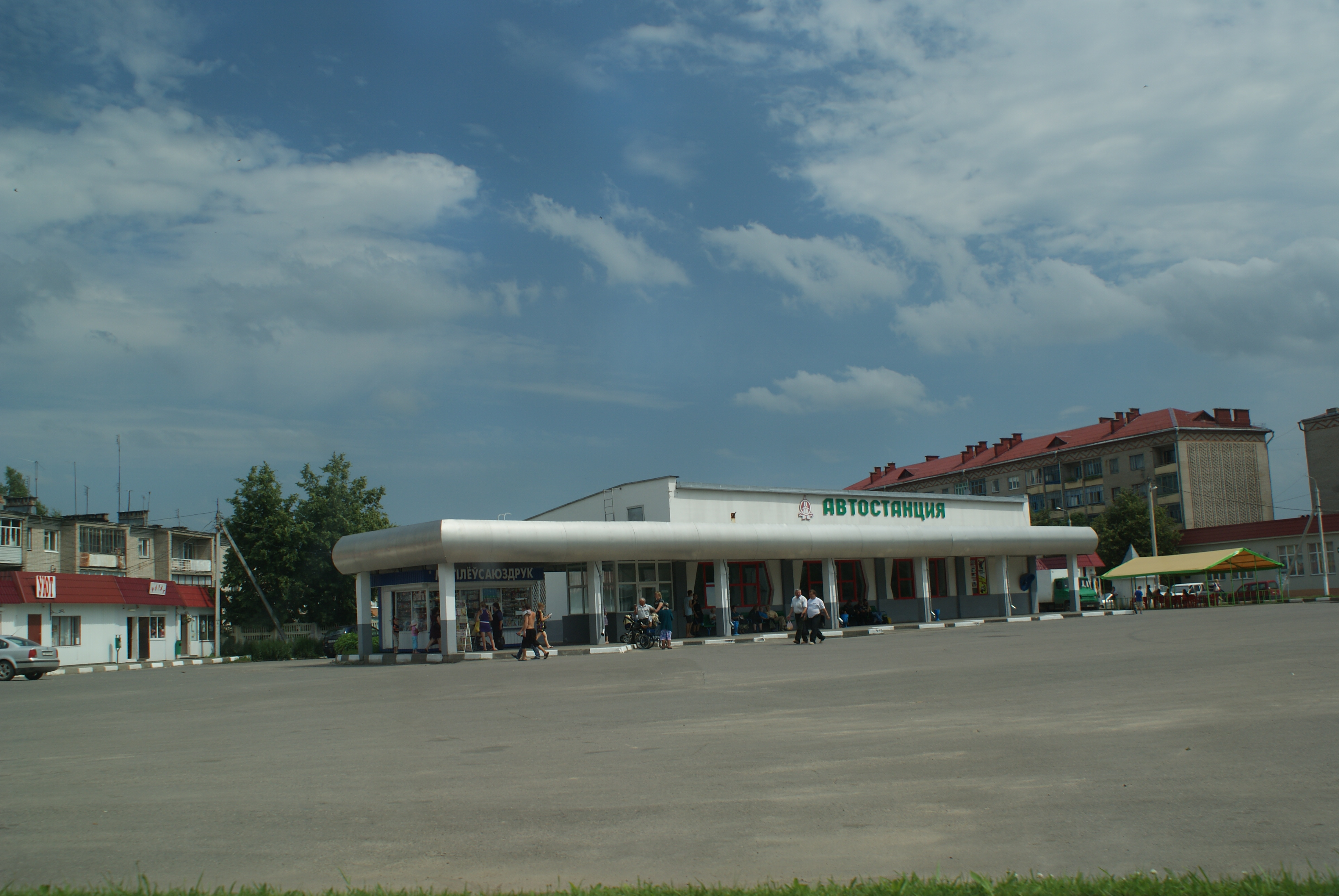
Dworzec autobusowy